# 大車

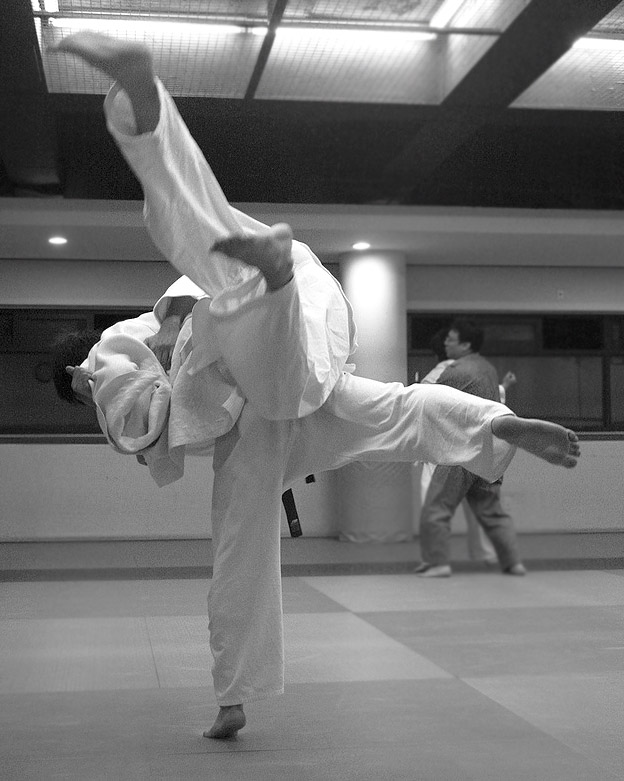
大車の実演

大車（おおぐるま）は、柔道の投技の一つで足技21本の一つ。講道館や国際柔道連盟 (IJF) での正式名。IJF略号OGU。

## 概要
後ろを向いて、腿から腰の位置に後ろに伸ばした脚を当てて支点にし、腰の回転を利かせて、相手を回転させて投げる技。相手の足首に自分の足をあてて、捻る様に投げた場合は、足車になる。1956年の講道館機関誌『柔道』で柔道家の佐村嘉一郎は、名称は「大内車」に改めたらどうかと思っている、旨述べている。

## 変化
大車にも払腰にも回込み払腰で使用される変わった体さばきの変化技がある。YouTube KODOKANチャンネルでの大車の紹介動画はこの体捌きのみが紹介されている。

### 巻腰
巻腰（まきごし）は脚を曲げて相手の腰を挟んで足車の様に投げる投技。1926年の書籍『新式柔道』に掲載されている。

## 払腰との比較
払腰と似た動きになるが、次の様な違いがある。
大車
後ろさばきで足を引いて、相手を腰には乗せない。
このため、相手を振り回す様な形となる。
自分の足をあてる位置は、相手の太腿から腰のあたりで、足を真っ直ぐ伸ばして支点にし、腰の回転で投げる。
大車は、後ろさばきなのは、後ろ回りさばきだと、相手との間合いに遊びができてしまう事もあり、技に入りやすくするという意味があるからである。
これは、浮腰と（浮腰は後ろ回りさばき）同じ原理である。
払腰
前回りさばきで足を踏み込み、相手を腰に乗せる。
自分の足をあてる位置は、相手の膝で、後ろに足を払って投げる。
これも技に入りやすくするという意味があり、これは、大腰と（払腰と大腰は同じ前回りさばきである。）同じ原理である。